# Cretaceothele
Cretaceothele – wymarły rodzaj pająków z podrzędu Mesothelae, jedyny z monotypowej rodziny Cretaceothelidae. Obejmuje tylko jeden opisany gatunek, Cretaceothele lata. Żył w kredzie na terenie współczesnej Mjanmy.

## Taksonomia
Rodzaj i gatunek typowy opisane został w 2015 roku przez Jörga Wunderlicha na łamach „Beiträge zur Araneologie”. Opisu dokonano na podstawie datowanej na cenoman inkluzji w bursztynie birmańskim. Początkowo rodzaj zaliczono do rodziny Liphistiidae, jednak w 2015 roku Wunderlich umieścił go w monotypowej rodzinie Cretaceothelidae.

## Morfologia
Pająk opisany na podstawie młodocianego, przypuszczalnie drugiego, stadium rozwojowego. Ciało miało 1,6 mm długości przy prosomie długości i szerokości 0,6 mm, a opistosomie (odwłoku) długości 0,8 mm i szerokości 0,6 mm. Ubarwienie były jasnoszarobrązowe. Karapaks był tak szeroki jak długi, zaopatrzony w ośmioro rozmieszczonych na szerokim polu oczu, umieszczonych na niskim wzgórku. Największe były oczy pary przednio-bocznej, najmniejsze, drobne oczy pary przednio-środkowej. Między oczami par bocznych zachowany był duży rozstaw. Szczękoczułki miały duże, pionowe człony nasadowe z około czterema ząbkami na przedniej krawędzi bruzdy. Pazury jadowe były przysadziste, o zbieżnych wierzchołkach. Warga dolna była szeroka. Również szerokie sternum miało niewystający, acz zaopatrzony w wierzchołek tylny koniec. Duże nogogłaszczki wieńczył bardzo długi i bezzębny pazurek. Przysadziste odnóża porastały niemal włosowate szczecinki, a na nadstopiach obecne były co najmniej dwa niemaczugowate trichobotria. Stopy miały na parzystych pazurkach drobny ząbek. Najdłuższą była ostatnia para odnóży. Biodra czwartej pary pozbawione były modyfikacji. Na wierzchu opistosomy znajdowało się pięć szerokich tergitów z dwunastoma długimi szczecinkami, na jej spodzie zaś dwa szerokie sternity służące za wieczka płuc książkowych. Spośród ośmiorga kądziołków przędnych te z par środkowych były smukłe i nieczłonowane, natomiast te z par bocznych duże i członowane. W tyle opistosomy leżał duży, dobrze wykształcony, przypuszczalnie dwuczłonowy wzgórek analny.

## Paleoekologia
Siedliskiem tego pajęczaka były gorące i wilgotne tropikalne lasy deszczowe o bujnej roślinności. Zdominowane były przez araukariowate, zwłaszcza z rodzaju agatis, ale występowały tu też sekwoje, metasekwoje, sosny, cedry i cyprysy. Piętro podszytu tworzyły głównie paprocie i widłaki właściwe. Pory roku determinowane były głównie przez opady. Lasy te rosły nad brzegami rzek, jezior, lagun czy estuariów, o czym świadczy udział fauny słodkowodnej. Nie były odległe od wybrzeży morskich, jako że w bursztynie birmańskim czasem spotkać można organizmy słonowodne, a zwłaszcza ślady ich działalności – inkluzja Cretaceothele nie jest tu wyjątkiem, nosząc ślady późniejszego wiercenia przez małża.
Biota lasów cechowała się dużą bioróżnorodnością; do 2022 roku stwierdzono w burmicie około 2390 gatunków, 1575 rodzajów i 689 rodzin organizmów lądowych i słodkowodnych, w tym ponad 2240 gatunków, 1445 rodzajów, 612 rodzin, 66 rzędów i 8 gromad stawonogów. Pająki reprezentowały aksamitnikowate, Archaeidae, Arthromygalidae, Burmadictynidae, Burmascutidae, Burmathelidae, Corinnidae, czyhakowate, Deinopidae, Dipluridae, Eomesothelidae, Eopsilodercidae, Fossilcalcaridae. Hersiliidae, Hersiliidae, klejnotnikowate, koliściakowate, kwadratnikowate, Lagonomegopidae, Leptonetidae, Leviunguidae, Macrothelidae, Micropalpimanidae, Mongolarachnidae, Mysmenidae, Ochyroceratidae, Oecobiidae, omatnikowate, Paculidae, Palpimanidae, nasosznikowate, Pholcochyroceridae, Plumorsolidae, Praearaneidae, Praeterleptonetidae, Psechridae, Psilodercidae, skakunowate, śpiesznikowate, Telemidae, Tetrablemmidae, ukośnikowate i Vetiaroridae. W tym samym fragmencie bursztynu co Cretaceothele znaleziono syninkluzje szczątków roślinnych, 20 roztoczy z co najmniej czterech rodzin, dwóch dwuparców z rodziny Polyzoniidae, dwóch muchówek, dwóch dorosłych chrząszczy, dwóch larw owadów oraz przypuszczalnie nicieni.